# Светозаров, Борис Фёдорович
Бори́с Фёдорович Светоза́ров (22 марта 1892, Симбирская губерния — 22 июля 1968) — советский кинорежиссёр и сценарист, один из пионеров научно-популярного кино в СССР.

## Биография
Родился 22 марта 1892 года в деревне Жуково Симбирской губернии (ныне — Ульяновская область). С 1905 по 1910 год обучался в Казанской художественной школе, в 1911—1912 годах — в Петербургской Академии художеств.
В 1912—1918 годы — актёр, художник в МХТ. В кино с 1915 года; начинал актёром, ассистентом режиссёра, работал в АО «Ханжонков и К» и многих других студиях страны. Один из зачинателей советского научно-популярного кино. Член КПСС с 1943 года.
Скончался 22 июля 1968 года. Похоронен на Химкинском кладбище.

## Фильмография

### Актёр
- 1916 — Загадочный мир — Дзи-Чан, слуга в клубе эстетов

### Режиссёр
- 1924 — В угаре нэпа
- 1925 — Шпундик-кооператор
- 1926 — Избушка на Байкале
- 1927 — Золотое руно
- 1927 — Юг в Тамбове (научно-популярный)
- 1927 — Среди зверей (научно-популярный)
- 1928 — Танька-трактирщица
- 1934 — Занимательная ботаника (научно-популярный)
- 1938 — Преобразователь природы (научно-популярный)
- 1940 — Остров белых птиц (научно-популярный)
- 1940 — Хищники (научно-популярный)[3]
- 1942 — Меткий выстрел из винтовки (научно-популярный)
- 1948 — У истоков истины(научно-популярный)
- 1954 — Лимоны растут в комнатах (научно-популярный)
- 1955 — Великий преобразователь природы (научно-популярный)
- 1957 — Переливание крови (научно-популярный)
- 1960 — В чужом гнезде (научно-популярный)

### Сценарист
- 1928 — Среди зверей (научно-популярный)
- 1928 — Танька-трактирщица (совместно с К. Минаевым)
- 1931 — Юг в Тамбове (научно-популярный)
- 1934 — Занимательная ботаника (научно-популярный)
- 1938 — Преобразователь природы (научно-популярный)
- 1955 — Великий преобразователь природы (научно-популярный, совместно с И. Горшковым)

## Награды
- орден Трудового Красного Знамени (1950)[4];
- орден «Знак Почёта» (1940)[5].